# Rosemarie DeWitt

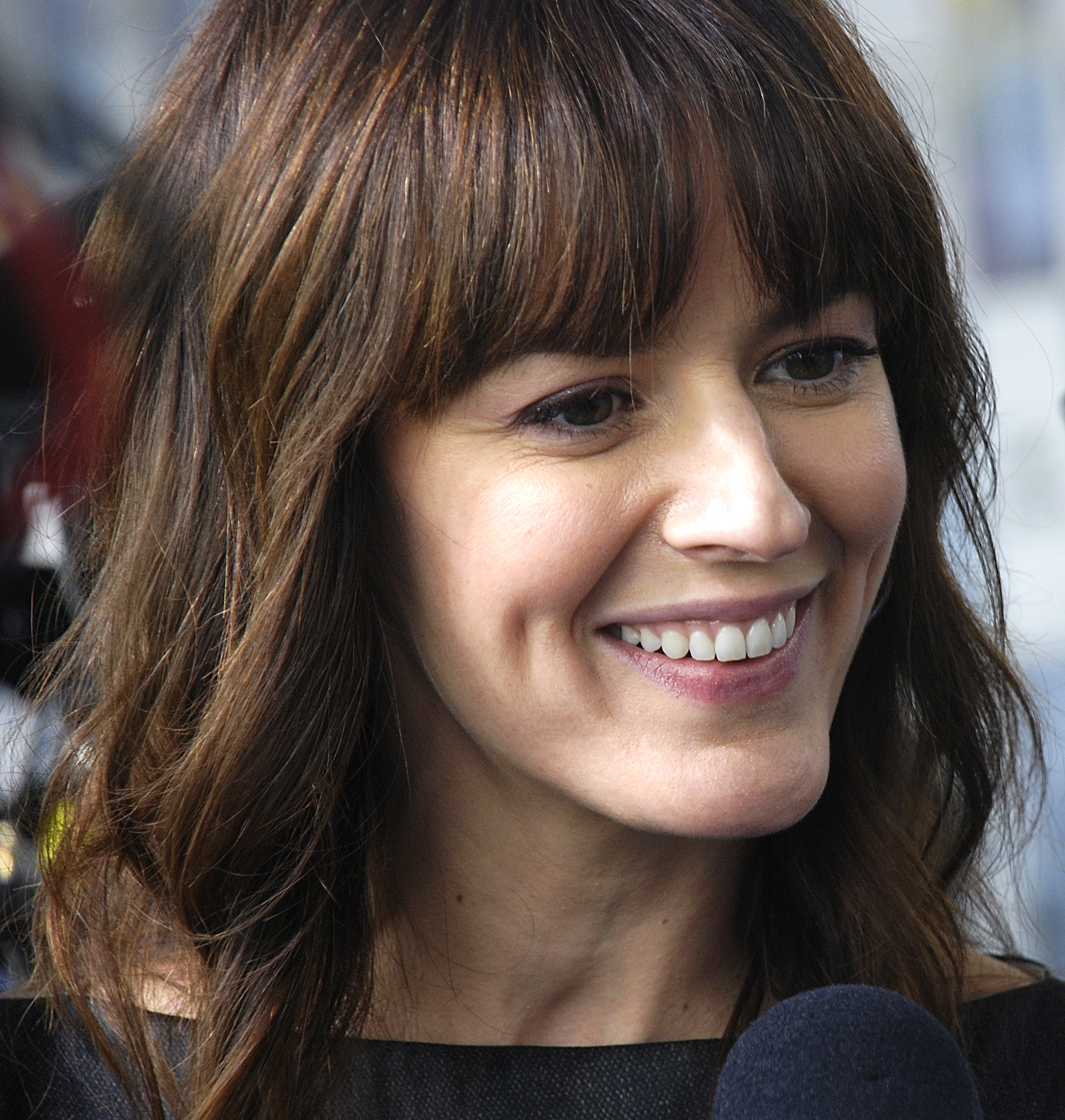
Rosemarie DeWitt (2009)

Rosemarie DeWitt (* 26. Oktober 1971 in New York City, New York) ist eine US-amerikanische Schauspielerin.

## Leben und Leistungen
DeWitt wurde in Flushing, Queens, New York, als Tochter von Rosemarie (Braddock) und Kenny DeWitt geboren. Sie ist eine Enkelin des ehemaligen Schwergewichtsweltmeisters James J. Braddock. Sie schloss ein Kunststudium an der Hofstra University ab. Daraufhin lernte sie Schauspielkunst am New Yorker Actors Center. Die Schauspielerin debütierte in einer Folge der Fernsehserie Law & Order: Special Victims Unit aus dem Jahr 2001. Im Fernsehdrama The Commuters (2005) spielte sie an der Seite von David Arquette und Armand Assante eine der größeren Rollen.
Im Filmdrama Doris (2006) übernahm DeWitt die Titelrolle. Die Titelrolle spielte sie ebenfalls im Filmdrama Rachels Hochzeit (2008), in dem die Hochzeit der von ihr gespielten Figur von deren Schwester (Anne Hathaway) gestört wird. Das Drama gehörte zu den Wettbewerbsbeiträgen der Internationalen Filmfestspiele von Venedig 2008. Für ihre Darstellung wurde sie bei den Satellite Awards 2008 als Beste Nebendarstellerin geehrt und sie erhielt einen Toronto Film Critics Association Award.
Für ihre Rolle in dem im Theater Playwrights Horizons aufgeführten Stück Small Tragedy erhielt DeWitt im Jahr 2004 als Mitglied des Schauspielerensembles den Obie Award.
Am 2. November 2009 heiratete sie in San Francisco ihren Schauspielkollegen Ron Livingston, den sie bei den Dreharbeiten zur Fernsehserie Standoff kennengelernt hatte.

## Filmografie (Auswahl)
- 2001: Law & Order: Special Victims Unit (Fernsehserie, Folge 2x13)
- 2001: Fresh Cut Grass
- 2005: The Commuters (Fernsehfilm)
- 2005: Das Comeback (Cinderella Man)
- 2005: Buy It Now (Kurzfilm)
- 2006: Shut Up and Sing
- 2006: Doris (Kurzfilm)
- 2006: Off the Black
- 2006–2007: Standoff (Fernsehserie, 18 Folgen)
- 2007–2010: Mad Men (Fernsehserie, sieben Folgen)
- 2008: Rachels Hochzeit (Rachel Getting Married)
- 2009–2011: Taras Welten (United States of Tara, Fernsehserie, 36 Folgen)
- 2010: Company Men
- 2011: Kein Mittel gegen Liebe (A Little Bit of Heaven)
- 2011: Meine beste Freundin, ihre Schwester und ich (Your Sister’s Sister)
- 2012: Versuchung – kannst du widerstehen? (Nobody Walks)
- 2012: The Watch – Nachbarn der 3. Art (The Watch)
- 2012: Das wundersame Leben des Timothy Green (The Odd Life of Timothy Green)
- 2012: Promised Land
- 2013: Touchy Feely
- 2014: #Zeitgeist (Men, Women & Children)
- 2014: Kill the Messenger
- 2015: Poltergeist
- 2015: The Week
- 2015: Tim und Lee (Digging for Fire)
- 2016: La La Land
- 2016–2017: The Last Tycoon (Fernsehserie, 9 Folgen)
- 2017: Sweet Virginia
- 2017: Black Mirror (Fernsehserie, Folge 4x02)
- 2018: Magic Bullet (Kurzfilm)
- 2018: Arizona
- 2018: Song of Back and Neck
- 2018: The Professor (Richard Says Goodbye)
- 2019: Wyrm
- 2020: Little Fires Everywhere (Miniserie, 7 Folgen)
- 2021: An Uncandid Portrait (Fernsehserie, Folge 1x02)
- 2021: The Same Storm
- 2022: The Estate – Erben leicht verkackt (The Estate)
- 2022: The Staircase (Miniserie, 6 Folgen)
- 2022: Pantheon (Fernsehserie, Stimme)
- 2023: And Just Like That … (Fernsehserie, Folge 2x09)
- 2023: Eine Frage der Chemie (Lessons in Chemistry, Fernsehserie, Folge 1x08)
- 2024: Out of My Mind
- 2024: The Boys (Fernsehserie)
- 2024: Smile 2 – Siehst du es auch? (Smile 2)
- 2025: She Dances
- 2025: Untamed (Miniserie, 6 Episoden)